# Ane (rzeka)
Ane (jap. 姉川 Ane-gawa) – rzeka w Japonii, na wyspie Honsiu. Wypływa z gór Ibuki. Ma długość 39 km i jest jedną z rzek zasilających jezioro Biwa w prefekturze Shiga.
W 1570 r. nad rzeką miała miejsce bitwa (jap. 姉川の戦い Ane-gawa no tatakai) między koalicją rodów Asakura i Azai (lub Asai) a połączonymi siłami klanów Oda i Tokugawa.